# Infinity Ward
Infinity Ward, Inc és un desenvolupador de videojocs nord-americà.
Van desenvolupar el videojoc Call of Duty, juntament amb altres sis entregues de la saga Call of Duty. Vince Zampella, Grant Collier i Jason West van fundar Infinity Ward el 2002 després de treballar en 2015, Inc. anteriorment. Tots els 22 membres de l'equip original d'Infinity Ward provenien de l'equip que havia treballat en Medal of Honor: Allied Assault mentre que el 2015, Activision va ajudar a finançar Infinity Ward en els seus primers dies, comprant el 30% de la companyia. El primer joc de l'estudi, Call of Duty, el videojoc de tir de la Segona Guerra Mundial, va sortir a la venda al PC el 2003. El dia després del llançament del joc, Activision va comprar la resta d'Infinity Ward, signant contractes a llarg termini amb els empleats. Infinity Ward va passar a fer Call of Duty 2, Call of Duty 4: Modern Warfare, Call of Duty: Modern Warfare 2, Call of Duty: Modern Warfare 3, Call of Duty: Ghosts i, més recentment, Call of Duty: Infinite Warfare .
El cofundador Collier va deixar l'empresa a principis de 2009 per unir-se a Activision. El 2010, West i Zampella van ser acomiadats per Activision per "incompliment de contracte i insubordinació", aviat van fundar un estudi de jocs anomenat Respawn Entertainment. El 3 de maig de 2014, Neversoft es va fusionar amb Infinity Ward.